# 小田原漆器
小田原漆器（おだわらしっき）は、神奈川県小田原市に伝わる伝統工芸品である。

## 概要
室町時代中期に箱根山系の木材を使用し、木地挽きされた器物に漆を塗ったのが始まりとされる。その後、北条氏康が塗師を城下に招いたことで、彩漆塗の技法が取り入れられる。江戸時代には盆や椀といった日用品のほか、武具類にも漆を塗るようになり、江戸時代中期には実用漆器を江戸に出荷するようになる。この頃には、木地の木目を生かした摺漆塗や木地呂塗の技法を用いた製品が多く作られるようになり、強調された欅の木目と堅牢さを備えた漆器が製造されるようになった。
1984年、経済産業大臣指定伝統的工芸品に選ばれている。

## 特徴
小田原漆器の特徴としては、ろくろを使って削り上げられたものに漆をすり込んでいく独自の製法や、「摺り漆塗」や「木地呂塗」、「彩漆塗」などの木目を活かした漆塗りの方法、そして材料として主にケヤキを使用しているため、丈夫でゆがみが少ないことなどが挙げられる。
- 摺漆塗 - 木材の持つ木目の美しさを十分に出し、強度と美観を持たせる技法。
- 木地呂塗 - 木地に錆付けをして塗ることにより、年月を経て現れる美しい木目の表現を強調する技法。
- 彩漆塗 ‐ 下地と上塗りの間の層にあたる中塗りに黒い漆を塗り、上塗りには、朱色の漆または黒い漆を塗って仕上げる技法。